# ماشین (براک)
ماشین (انگلیسی: The Car) یک نقاشی از هنرمند استرالیایی، جان براک است که در سال ۱۹۵۵ طرح گردید. نقاشی نشانگر خانواده‌ای  سوار بر ماشین است که در حال پیمودن جاده‌ای هستند. پدر خانواده نگاهش به سمت جاده است در حالی که مادر و کودکان به سمت بیننده برگشته‌اند.